# Rudolf Jílovský
Rudolf Jílovský était un  chansonnier, chanteur, artiste de cabaret et acteur tchécoslovaque né le 1er juillet 1890 et décédé le 7 juin 1954.

## Biographie
Il était le père de Staša Fleischmann et l'époux de Staša Jílovská.